# Isaac Arriaga, Puruándiro
Isaac Arriaga är en ort i Mexiko.   Den ligger i kommunen Puruándiro och delstaten Michoacán de Ocampo, i den centrala delen av landet, 260 km väster om huvudstaden Mexico City. Isaac Arriaga ligger 1 731 meter över havet och antalet invånare är 2 182.
Terrängen runt Isaac Arriaga är kuperad åt sydost, men åt nordväst är den platt. Runt Isaac Arriaga är det ganska tätbefolkat, med 100 invånare per kvadratkilometer. Närmaste större samhälle är Puruándiro, 17,6 km söder om Isaac Arriaga. I omgivningarna runt Isaac Arriaga växer huvudsakligen savannskog.